# شهرستان لانگشی
شهرستان لانگشی (به لاتین: Langxi County) یک منطقهٔ مسکونی در چین است که در شوانچنگ واقع شده‌است.